# Кирта
Кирта — царь Митанни (середина XVI века до н. э.). Считается основателем династии Митанни. Надписей от его правления не сохранилось и, за исключением того, что он являлся отцом следующего царя Митанни Шуттарны I, больше о нём ничего не известно.
Сохранилась любопытная легенда записанная на глиняной табличке, происходящей из Угарита. Она рассказывает историю о почти полном вымирании царской династии Кирты. Все его дети умерли, и также и его жена «усопла». Во сне бог Эль поручает ему обратиться за помощью к богу дождя Баалу и затем пуститься в путь, чтобы найти новую жену. Так он пришёл в храм богини-матери Ашеры. Он обещает дать в храм приношение в виде золотой статуи богини, если она поможет ему найти жену. Кирта находит жену, и она рожает ему нескольких детей, но он забывает о своём обещании Ашере. Ашера карает Кирту изнурительной болезнью, но Эль вновь приходит ему на помощь. Его дети счастливы видеть его на престоле, но его старший сын Яссиб приобрел популярность за то время, когда Кирта был болен, и попытался оттеснить его от трона. Кирта проклинает Яссиба, но на этом текст заканчивается.
| Династия царей Митанни |                                         |                      |
| Предшественник: —      | царь Митанни середина XVI века до н. э. | Преемник: Шуттарна I |